# Roggwil (Thurgovie)
Pour les articles homonymes, voir Roggwil.
Roggwil est une commune suisse du canton de Thurgovie, située dans le district d'Arbon.

Photo aérienne prise à 600 m par Walter Mittelholzer (1923).

## Entreprises
- Bioforce, une entreprise pharmaceutique suisse.